# San Giovanni Battista (Caravaggio)
San Giovanni Battista (talvolta chiamato San Giovanni nel deserto) era un soggetto molto frequente nella pittura di Michelangelo Merisi da Caravaggio (1571–1610), il quale realizzò almeno otto dipinti con questo tema.
La storia di Giovanni Battista è tratta dai Vangeli. Giovanni era il cugino di Gesù, e, sin da bambino, era stato chiamato a preparare la strada per l'arrivo del Messia. Visse nel deserto della Giudea tra Gerusalemme e il Mar Morto, "era vestito di peli di cammello, con una cintura di pelle attorno ai fianchi, e si cibava di locuste e miele selvatico." Egli battezzò Gesù nel Giordano, e venne infine ucciso da Erode Antipa, a causa delle severe critiche che rivolgeva al re. Giovanni venne rappresentato frequentemente nell'arte Cristiana, solitamente insieme a una ciotola, una croce di canne, la pelle di cammello e un agnello. La scena più diffusa, prima della Controriforma, era il battesimo di Gesù da parte di Giovanni, o talvolta il Battista bambino insieme a Gesù bambino e a Maria sua madre, molto spesso accompagnata dalla madre del Battista, Santa Elisabetta. La figura di Giovanni da solo nel deserto non era molto comune, ma nemmeno del tutto sconosciuta. Per il giovane Caravaggio, Giovanni era solitamente un ragazzo o un giovane solo, nel deserto. Tale raffigurazione si basava su una breve affermazione del Vangelo di Luca "il fanciullo cresceva e si fortificava nello spirito. Visse in regioni deserte fino al giorno della sua manifestazione a Israele."
Oltre a queste opere raffiguranti Giovanni da solo, datate prevalentemente nei primi anni dell'artista, Caravaggio dipinse tre grandi scene di carattere narrativo sulla morte di Giovanni - la grande Decollazione di Malta, e due scure opere raffiguranti Salomè che mantiene la sua testa, una a Madrid, e una a Londra.

## San Giovanni Battista, Toledo

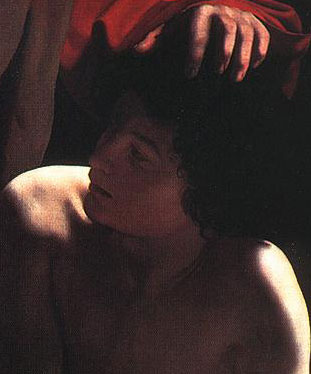
Sacrificio di Isacco, Caravaggio, c. 1598 (particolare della testa di Isacco). Collezione privata, Princeton, New Jersey - la somiglianza dei due volti suggerisce che il discusso Giovanni Battista di Toledo sia opera dello stesso artista.

L'attribuzione di questo dipinto a Caravaggio è discussa, dato che l'opera viene spesso assegnata a Bartolomeo Cavarozzi, un giovane allievo. È conservata nella collezione del Museo Tesoro Catedralicio a Toledo (Spagna), e John Gash (vedi fonti successive) ipotizza che potrebbe essere stata una delle opere eseguite da Caravaggio per il priore dell'Ospedale della Consolazione, come ci riferisce Mancini, uno dei primi biografi dell'artista.
Stando al Mancini il priore "successivamente li portò con sé in patria"; sfortunatamente, una versione del manoscritto di Mancini afferma che la patria del priore era Siviglia, mentre altri parlano della Sicilia. I documenti riferiscono che nell'ospedale c'era un priore spagnolo sin dal 1593, il quale non avrebbe lasciato il luogo prima del giugno 1595. Gash menziona il giudizio dello studioso A.E. Perez Sanchez che vede nella figura del santo una grande affinità con lo stile del Cavarozzi, seppure il resto del dipinto non ne rispecchi affatto, "e l'estrema alta qualità di certi passaggi, specialmente i rami d'uva splendidamente dipinti... è molto più una caratteristica di Caravaggio." Gash indica anche il delicato chiaroscuro e il leggero trattamento dei contorni e delle sembianze, e le simili sembianze stilistiche nelle opere giovanili di Caravaggio, come il Concerto e San Francesco in estasi. Se questo e altri dipinti di Caravaggio erano davvero a Siviglia in quegli anni avrebbero senza dubbio influenzato Velázquez nelle sue opere giovanili. In ogni modo, gli argomenti a favore di Cavarozzi sono forti, e lo stesso artista è conosciuto per aver trascorso alcuni anni in Spagna, dal 1617 a al 1619.
Peter Robb, considerando il dipinto di Caravaggio, lo data intorno al 1598, nel periodo in cui l'artista faceva parte della famiglia del suo primo protettore, il Cardinale Francesco Maria Del Monte. Robb fa notare che il Battista è evidentemente lo stesso ragazzo che fece da modello per Isacco nel Sacrificio di Isacco, che potrebbe datarsi intorno a quello stesso periodo. Sfortunatamente questo Sacrificio di Isacco è ancora oggetto di discussione, e quindi il problema dell'attribuzione non è ancora risolto. La figura di Giovanni si staglia su uno sfondo di verdi viti e steli spinosi, seduta su un mantello rosso, reggendo una croce di esili canne e osservando un agnello, seduto ai suoi piedi. Il manto rosso è un elemento comune nelle opere di Caravaggio, avente molti precedenti nell'arte rinascimentale.

Il Giovanni Battista riporta molte delle caratteristiche che si riscontrano nelle altre opere di Caravaggio a partire da questo periodo. Le foglie dietro la figura, e le piante e il suolo intorno ai suoi piedi, sono dipinti con accurato, quasi fotografico, senso del dettaglio, come si vede nella contemporanea natura morta Canestra di frutta, mentre il melanconico autoassorbimento del Battista crea un'atmosfera di introspezione. Le foglie di vite vogliono significare che dall'uva che è stata schiacciata è nato il vino dell'Ultima cena, mentre le spine riportano alla mente la Corona di spine, e l'agnello è un ricordo del Sacrificio di Cristo.
La scelta di Caravaggio di dipingere Giovanni Battista come un giovane era piuttosto insolita per l'epoca - il santo, infatti, fino ad allora, era rappresentato come un fanciullo, insieme a Gesù bambino e talvolta accompagnato dalla madre di Gesù; altre volte come un adulto, nell'atto di battezzare Gesù. Tuttavia non è assolutamente senza precedenti. Leonardo ha dipinto un Battista giovane ed enigmatico con un dito rivolto in alto (al Cielo?) e l'altra mano volta a indicare il proprio petto, mentre Andrea del Sarto lasciò un Battista che ha quasi del tutto preannunciato quello di Caravaggio. Sia Leonardo che Del Sarto hanno creato dalla figura di Giovanni qualcosa che accenna a un significato interamente personale, non accessibile allo spettatore, e Caravaggio non è da meno a questa scelta.

## Giovanni Battista (Giovane con montone),Musei Capitolini e Galleria Doria Pamphilj, Roma

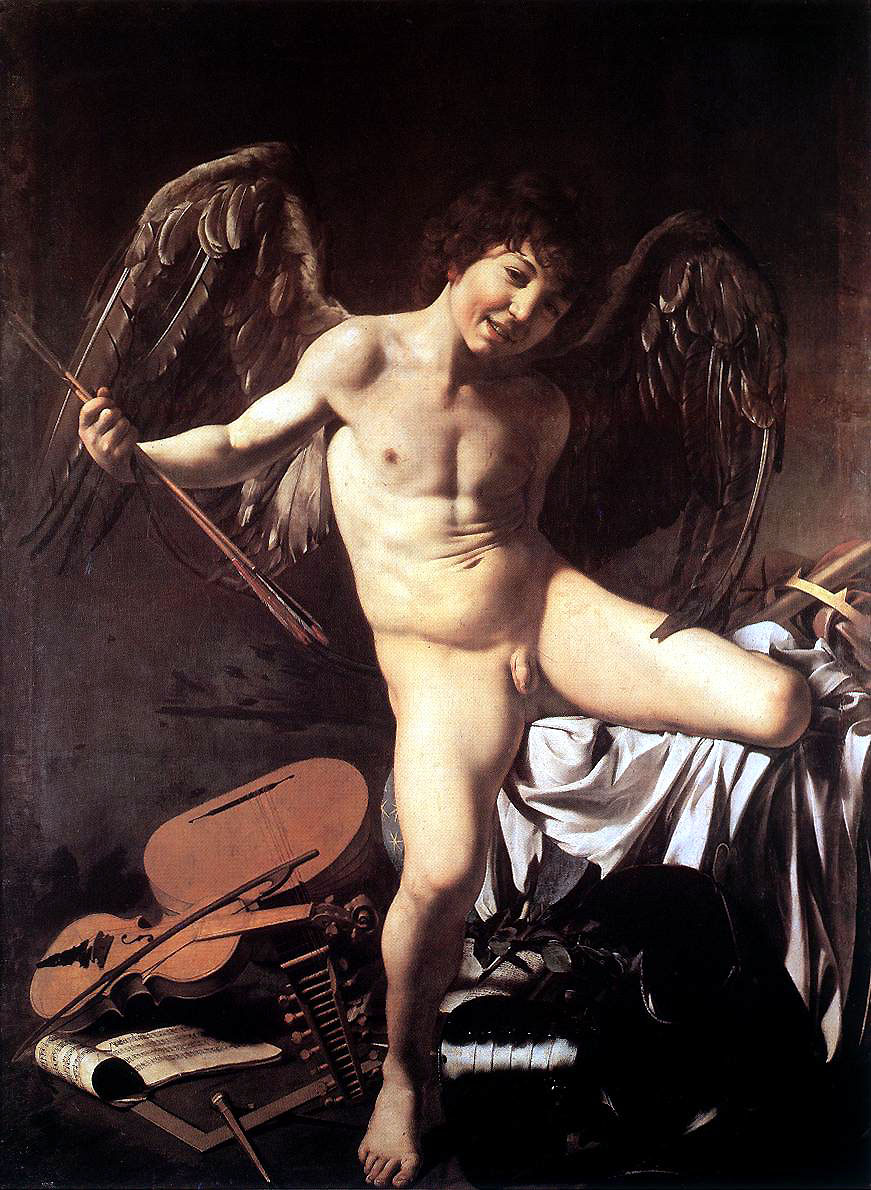
Amor Vincit Omnia, Caravaggio, c. 1602. Gemäldegalerie, Berlino.

Conosciuto anche come Giovane con un montone, questo dipinto esiste in due versioni quasi identiche, entrambe ritenute dell'artista. Entrambe le versioni sono a Roma, una ai Musei Capitolini e l'altra nella Galleria Doria Pamphilj.
Nel 1602 il Cupido di Caravaggio (conosciuto oggi come Amor Vincit Omnia), eseguito per il banchiere e protettore delle arti Vincenzo Giustiniani, impressionò il raffinato circolo dei ricchi imprenditori romani. Nello stesso anno Ciriaco Mattei, un altro banchiere, il cui fratello Asdrubale aveva aiutato Caravaggio prima del suo successo, commissionò un dipinto raffigurante Giovanni Battista per celebrare l'onomastico del suo figlio maggiore.
Era in precedenza parte della collezione Mattei, famiglia che commissionò diverse opere all'artista.
Il S.Giovannino è ritratto mentre abbraccia un ariete, forse rappresentante il sacrificio di Cristo, giacché le corna di esso venivano viste come un disegno "astratto" della croce (ma abitualmente è sostituito dall'agnello). L'ariete veniva inoltre associato alla figura di Isacco nelle pitture delle catacombe paleocristiane; l'identificazione con Isacco è una recente via di attribuzione dell'opera: alcuni particolari sarebbero in tal senso rivelatori, quali l'espressione sollevata del giovane, nudo in quanto pronto per il sacrificio, il suo abbracciare l'ariete, ulteriore identificazione con la vittima sacrificale, il poggiare di entrambi i soggetti su una catasta di legna (la pira sacrificale), e insieme l'assenza degli attributi tipici del Battista, in primis la croce.
Grandi polemiche hanno recentemente dibattuto sull'identità del soggetto, che invece del San Giovannino sarebbe "un monello pagano non toccato dal sentimento religioso". In realtà, il sorriso del Santo rimanderebbe allo spirito di "Cristiana Letizia" che ispirava gli Oriatoriani, seguaci di San Filippo Neri (a cui i committenti Mattei erano vicini); non sarebbe difficile vedere nel Santo-ragazzino uno dei fanciulli che frequentavano l'oratorio.
Inoltre, il Santo siede su una tunica rossa ed una pelle di cammello, simboli di Cristo la prima, del Battista la seconda; se si aggiunge ad esse la posa del santo, che abbraccia fraternamente l'ariete, si può intendere che Caravaggio volesse sottolineare l'importanza del Battista, precursore e quasi fratello (più che cugino) del Cristo.
La posa, poi, rimanda ai tanti ignudi dipinti da Michelangelo sulla volta della Cappella Sistina, di cui Caravaggio fu sempre un grande ammiratore.
Per contro l'atmosfera disincantata più che le solitudini della Giudea, luogo di predicazione del Santo, richiama l'atmosfera disincantata dell'Arcadia e dei suoi abitanti pagani. Da qui il riferimento al quadro come "Giovane Ignudo" o "Pastor Friso" (Cfr. I Geni dell'Arte - Caravaggio, Mondadori, 2007, pag. 92)
La Galleria Doria Pamphilj di Roma conserva due copie di quest'opera: una attribuita al Caravaggio stesso, e l'altra ad autore ignoto.

## Giovanni Battista,Kansas City
Il Battista del Caravaggio è impenetrabilmente privato. Il dipinto era stato commissionato nel 1604 dal banchiere genovese Ottavio Costa, in affari con Vincenzo Giustiniani, e per il quale il pittore aveva già eseguito Giuditta e Oloferne e Marta e Maria Maddalena. Costa voleva che fungesse da pala d'altare per un piccolo oratorio nel feudo Conscente di proprietà di Costa (un villaggio nei pressi di Albenga, sulla Riviera ligure), ma gli piacque al punto da spedire una copia all'oratorio e conservare l'originale nella sua collezione. È oggi conservato nel Museo Nelson-Atkins di Kansas City.
Il biografo di Caravaggio Peter Robb ha sottolineato come questa versione sembra quasi un'immagine speculare del suo primo San Giovanni Battista, con tutti i simboli del santo in posizione opposta: la splendida luce del mattino che avvolgeva il dipinto giovanile è diventata qui aspra e quasi lunare nei suoi contrasti e le foglie di un verde vivido sono diventate di un bruno secco. Non c'è nulla per quanto riguarda i simboli che possa permettere di identificare questo giovane come una figura religiosa, né aureola, né agnello, né mantello di pelli animali, se non una croce di esili canne.

## Giovanni BattistaGalleria Nazionale d'Arte Antica, Roma
La presente tela è una delle due che raffigurano San Giovanni Battista dipinte dal Caravaggio intorno al 1604 (o al 1605). È collocata nella Galleria nazionale d'arte antica di Palazzo Corsini alla Lungara. Come il San Giovanni eseguito per Ottavio Costa, la figura è stata spogliata dei consueti attributi che alluderebbero all'identità del santo, tra cui il "mantello con peli di cammello", e vi è appena accennata la croce con bastoncini di canna. Sulla sinistra si staglia il tronco di un cipresso. Il santo è sbilanciato a destra mentre guarda verso sinistra ed è avvolto dal panneggio rosso.
Caravaggio non è stato il primo artista ad aver raffigurato il Battista come un nudo maschile criptico - come testimoniano esempi anteriori di Leonardo da Vinci, Raffaello, Andrea del Sarto e altri - ma vi ha introdotto una nuova nota di realismo e drammaticità. Il suo Battista ha le mani screpolate, rugose per la fatica e il suo torso pallido che contrasta con l'oscurità dello sfondo ricorda allo spettatore che è stato un vero ragazzo ad essersi spogliato per fare da modello al dipinto - al contrario del Battista di Raffaello, che è astratto e non individualizzato alla pari dei suoi cherubini.

## San Giovanni Battista alla sorgenteCollezione privata, Malta
Il San Giovanni Battista alla sorgente, in una collezione privata a Malta, non è facilmente accessibile per cui solo pochi studiosi sono stati capaci di esaminarlo. John Gash lo attribuisce a Caravaggio, sottolineando la somiglianza nell'esecuzione della carne con l'Amorino dormiente, riconosciuto di mano dell'artista e datato nel suo periodo a Malta. Il dipinto è stato seriamente danneggiato, soprattutto nel paesaggio. L'opera è stata replicata in altre due versioni, leggermente differenti.
Il tema del Battista da giovane che si china a bere a una sorgente riflette la tradizione evangelica secondo cui il Battista beveva solo acqua durante il suo periodo di solitudine nel deserto. Il dipinto mostra l'estremo chiaroscuro tipicamente caravaggesco (uso di luce e ombra), ed anche la sua tipica consuetudine di ritrarre Giovanni Battista da piccolo, questa volta posto in un paesaggio scuro contro un minaccioso scorcio di cielo luminoso.

## San Giovanni Battista disteso
Il San Giovanni battista disteso (o sdraiato) è un dipinto a olio di Michelangelo Merisi da Caravaggio, realizzato nel 1610 e attualmente conservato in una collezione privata a Monaco di Baviera. Questa tela è una delle sette versioni che il pittore lombardo ha dedicato al tema di "San Giovannino", ossia Giovanni Battista ritratto da bambino o appena adolescente.

## San Giovanni Battista che nutre l'agnello (collezione privata, Roma)
Per il dipinto è stato avviato il procedimento di vincolo dal 2012 dalla Soprintendenza di Roma, con attribuzione all'artista , che tuttavia, a causa della controversa attribuzione, non è mai giunto a dichiarare l'opera d'interesse culturale.
Il 6 settembre 1951, una società di trasporti di Roma lo presentò all'Ufficio esportazione di Roma come San Giovanni Battista con croce di canna ed agnello, senza un autore certo, e ne dichiarò il valore in 30.000 lire. La commissione, presieduta dal soprintendente Giorgio Castelfranco, capo dell'Ufficio, e composta dai funzionari Corrado Maltese e Federico Zeri, decise di esaminare l'opera l'indomani, «data l'evidente importanza e il basso valore dichiarato». L'esito fu il diniego del permesso di esportazione e la proposta allo Stato di acquistarla, giacché la commissione era giunta alla conclusione che si trattasse di un' «opera d'alto pregio, da attribuirsi a Michelangelo da Caravaggio nella sua piena maturità».
Pochi mesi prima, a Milano, si era svolta la celebre mostra curata da Roberto Longhi su Caravaggio). Il San Giovanni e l'agnello fu quindi depostato alla Galleria Nazionale d'Arte antica di Roma, a Palazzo Corsini, dove restò esposto fino al 1958, senza tuttavia essere mai restaurato. Lo spedizioniere agiva per conto del gallerista romano Franco Russo, il quale era intenzionato a vendere l'opera come di un ignoto caravaggesco a un'asta di New York. Russo impugnò in via giudiziaria il procedimento di prelazione, e rivendicò la propria buona fede: «Se avesse mai pensato che il quadro fosse stato attribuibile al maestro, non avrebbe mai cercato di esportarlo». Il tribunale diede ragione al gallerista, e ordinò che gli si restituisse la tela.
Dal 1958 e fino a pochissimi anni fa, nessuno la vide più. Quindi molti ne hanno scritto, ma senza averla potuta studiare direttamente, dal vivo. Infatti, «nel 1960, nonno improvvisamente se ne va; non ha nemmeno potuto raccontarci qualcosa del quadro», dice Fabrizio Russo. E per vari motivi, il San Giovanni Battista e l'agnello restò in cassaforte. Nel 1979 Benedict Nicolson pubblicò una foto del quadro, presentandolo come «Ignoto caravaggesco romano». Nel 1986, sempre senza vedere il quadro, Giovanni Papi lo attribuì a Giovanni Antonio Galli detto lo Spadarino. Nel 2003 ribadì questa attribuzione nella sua monografia sull'artista. Nel 1997, per Jean-Pierre Cuzin tornò ad essere di un "anonimo seguace del Merisi". Confermando il giudizio nel 2003 (sempre senza aver visto la tela), Papi lo accostò all'Angelo custode della chiesa di San Rufo a Rieti, per «l'anatomia del nudo e il cromatismo caldo», e al Narciso alla fonte della Galleria Nazionale d'Arte Antica, tuttora esposto e assegnato a Caravaggio (come, del resto, riteneva Longhi e credono numerosi altri).
L'opera comparve finalmente in una mostra nel 1998, per i cent'anni dalla fondazione della Galleria Russo. Cominciarono gli accertamenti, venendo pulito da Marcello Lanci «che lo trovò già foderato, parzialmente pulito, “anche se in maniera maldestra”, con stuccature “goffamente ridipinte” e notevoli sollevamenti della pellicola pittorica, tanto da richiedere una nuova foderatura, effettuata dopo la pulitura». Nel 2010, la tela fu nuovamente pulita da Bruno Arciprete, esperto restauratore di Caravaggio (suoi gli interventi sulla Flagellazione, Napoli, Capodimonte e sulle Sette opere della Misericordia, Napoli, Pio Monte della Misericordia), «che mise in luce le piante sul fondo, prima totalmente occultate. Le piante apparse sulla parte sinistra del dipinto, appena accennate, ricordano quelle del San Francesco in preghiera della Pinacoteca Civica di Cremona, o quelle sulla parte destra del San Giovanni della Galleria Corsini di Roma». «La presenza di alcune incisioni quasi sicuramente eseguite in tempi diversi, a causa della maggiore o minore profondità, riporta a quelle della Madonna dei Palafrenieri, Roma, Galleria Borghese». I due restauratori osservano ancora che «la postura del San Giovannino ricorda, almeno in parte, quella del San Gerolamo di Malta, a La Valletta, cattedrale di san Giovanni dei Cavalieri, dipinto intorno al 1608».
Per Maurizio Calvesi, «i numerosi “pentimenti” rivelati dal recente restauro e dalle analisi radiografiche escludono che il San Giovannino tornato alla luce possa essere una copia», e altri dati «documentari e tecnici (come le abituali “incisioni”), nonché alcune caratteristiche di esecuzione sembrano confermare che questo originale spetti al Caravaggio»; nota «isolato in alto a sinistra il simbolico (della Resurrezione NdA) tasso barbasso già noto agli iconologi del Caravaggio, al pari di altri simboli analogamente isolati in alto come l'uccellino in gabbia del secondo Suonatore di liuto».
Ma i dati forse più interessanti provengono dalle indagini diagnostiche e da una rivelazione. I primi, eseguiti dall'ingegner Claudio Falcucci, dell'Università La Sapienza di Roma, che ha al suo attivo l'esame di 30 opere del Merisi e ha indagato «questo quadro tre volte, l'ultima nel 2011»: la stesura delle pennellate lo accomuna a «molte opere caravaggesche, quali la Giuditta di Palazzo Barberini, il San Giovannino della Galleria Corsini, la Madonna dei Pellegrini di Sant'Agostino, la Flagellazione di Capodimonte, e il San Girolamo (La Valletta, S. Giovanni)»; e aggiunge: «Non c'è un disegno, ed è abbastanza solito in Caravaggio; ci sono invece quelle incisioni nella tela abituali per lui. Vari pentimenti e correzioni: non è una copia. Tipici i profili a risparmio: zone non dipinte, in cui l'artista sfrutta la preparazione della tela. Tante le compatibilità e analogie: per come è dipinta, una gamba è analoga al quadro Corsini; anche certe incisioni li accomunano». Tra i pentimenti, uno in particolare attira la sua attenzione: «Sul torace, una fascia scura in radiografia, chiara all'infrarosso, che verso il basso assume la forma di una striscia della pelliccia poi ricoperta; è possibile che la pelle animale rivestisse dunque maggiormente la figura del santo, fino a sormontarne la spalla destra, in modo simile al San Giovannino di Kansas City».
Infine, l'importante scoperta documentale, che è di Sergio Guarino : «Nell'inventario del 1681 dei beni del cardinale Giacomo Filippo Nini, conservati a Palazzo Lanci al Corso, a Roma, e reso noto da Daniela Simone, compare un “S. Gio. Battista tela grande, che colla destra porge l'herba all'agnello vestito di pelliccia, e manto rosso mano del Caravaggio corn.e liscia dor.a”, una descrizione che sembra coincidere pienamente con il quadro qui in esame».